# San Francisco (Veraguas)
San Francisco o también San Francisco de la Montaña es un corregimiento y ciudad cabecera del distrito de San Francisco en la provincia de Veraguas, República de Panamá. La localidad tiene 2.283 habitantes (2010).

## Historia

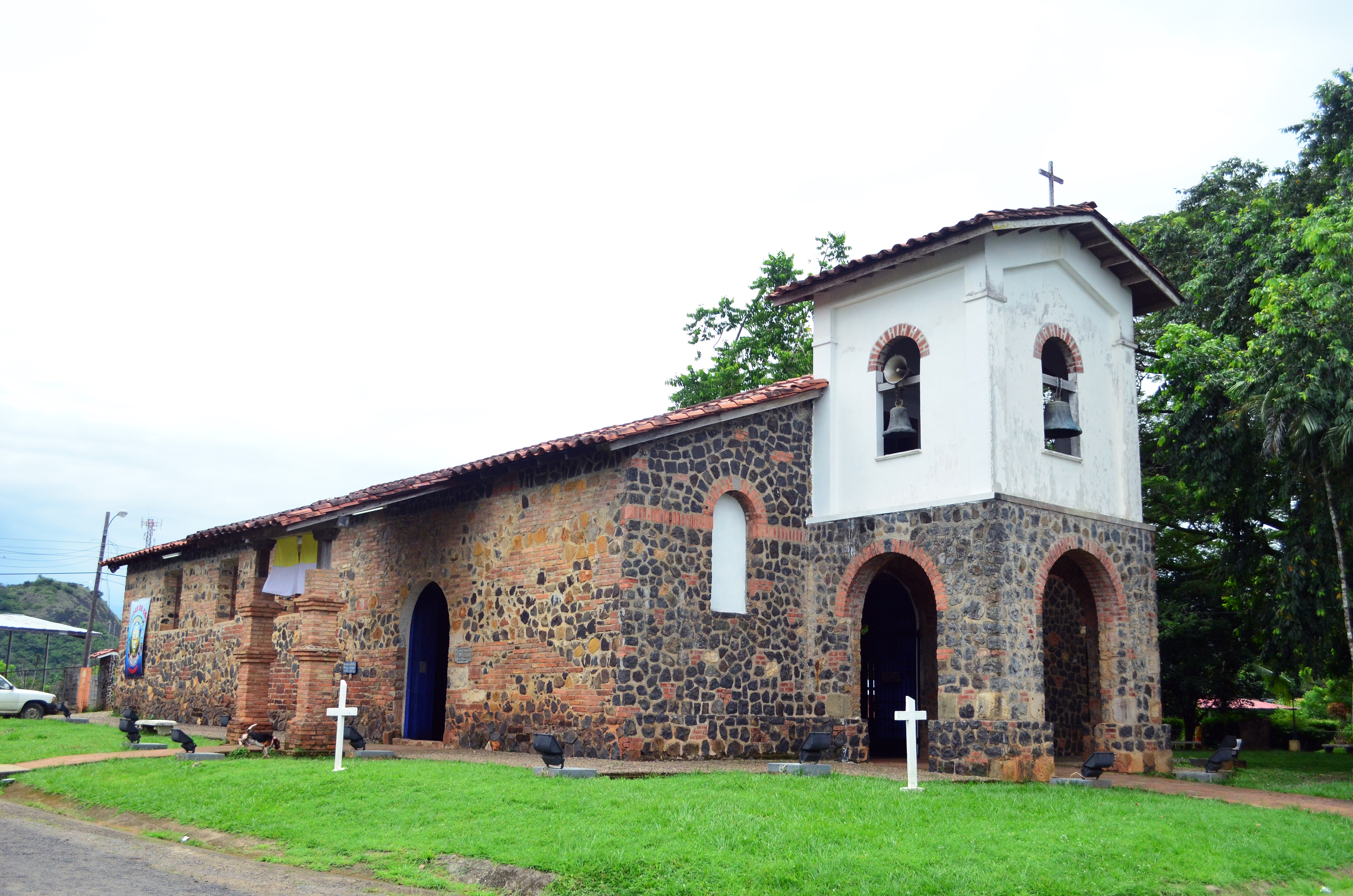
Iglesia de San Francisco de la Montaña.

San Francisco de Veraguas, más conocida como San Francisco de la Montaña fue fundada en 1621, por los miembros de la orden de Santo Domingo liderados por el Fray Pedro Gaspar Rodríguez y Valderas. Los habitantes de esta comunidad fueron en sus mayoría originarios que durante el siglo XVII vivían en chozas de paja agrupadas alrededor de un pequeño y rústico templo. La comunidad en general era pequeña, para el año de 1691 contaba con sólo 50 personas. Durante la colonización era el punto de acceso a las minas de la región y de esta época data la Iglesia de San Francisco, declarada Patrimonio histórico. Es de estilo barroco y presenta un fuerte contraste entre su sencillez exterior, el lujo y laboriosidad de su interior.

## Geografía

### Aspecto físico
Es el punto de partida para llegar a los paisajes que se encuentran en la Cordillera Central de la provincia de Veraguas. Además de la iglesia de San Francisco, San Francisco posee otros atractivos turísticos ya que se encuentra rodeado de caudalosos ríos y terrenos montañosos. Su clima y su cercanía con la ciudad de Santiago lo hacen un lugar muy atractivo para vacacionar.